# Trifolium phitosianum
Trifolium phitosianum är en ärtväxtart som beskrevs av N.Bohling, Greuter och Raus. Trifolium phitosianum ingår i släktet klövrar, och familjen ärtväxter. Inga underarter finns listade i Catalogue of Life.